# Коламбія (Меріленд)
Коламбія (англ. Columbia) — переписна місцевість (CDP) в США, в окрузі Говард штату Меріленд. Населення — 104 681 особа (2020).

## Географія
Коламбія розташована за координатами 39°12′4″ пн. ш. 76°51′33″ зх. д. / 39.20111° пн. ш. 76.85917° зх. д. (39.201146, -76.859050).  За даними Бюро перепису населення США в 2010 році переписна місцевість мала площу 83,36 км², з яких 82,69 км² — суходіл та 0,67 км² — водойми.

### Клімат
| Клімат : Коламбія     | Клімат : Коламбія | Клімат : Коламбія | Клімат : Коламбія | Клімат : Коламбія | Клімат : Коламбія | Клімат : Коламбія | Клімат : Коламбія | Клімат : Коламбія | Клімат : Коламбія | Клімат : Коламбія | Клімат : Коламбія | Клімат : Коламбія | Клімат : Коламбія |
| Показник              | Січ.              | Лют.              | Бер.              | Квіт.             | Трав.             | Черв.             | Лип.              | Серп.             | Вер.              | Жовт.             | Лист.             | Груд.             | Рік               |
| Середній максимум, °C | 5,6               | 7,8               | 12,8              | 18,9              | 23,9              | 28,9              | 31,1              | 30,6              | 26,1              | 20,0              | 14,4              | 7,8               | 19,0              |
| Середній мінімум, °C  | −3,9              | −2,8              | 1,7               | 6,7               | 12,8              | 17,8              | 20,6              | 20,0              | 15,6              | 8,9               | 3,3               | −1,7              | 8,3               |
| Норма опадів, мм      | 80                | 80                | 104               | 97                | 116               | 107               | 103               | 87                | 117               | 101               | 107               | 96                | 1195              |
| --------------------- | ----------------- | ----------------- | ----------------- | ----------------- | ----------------- | ----------------- | ----------------- | ----------------- | ----------------- | ----------------- | ----------------- | ----------------- | ----------------- |
| Джерело: weather.com  |                   |                   |                   |                   |                   |                   |                   |                   |                   |                   |                   |                   |                   |

## Демографія
Згідно з переписом 2010 року, у переписній місцевості мешкало 99 615 осіб у 39 562 домогосподарствах у складі 26 084 родин. Густота населення становила 1195 осіб/км².  Було 41239 помешкань (495/км²).
Расовий склад населення:
| - 55,5 % — білих - 25,3 % — чорних або афроамериканців - 11,4 % — азіатів - 0,4 % — корінних американців - 2,8 % — осіб інших рас |

До двох чи більше рас належало 4,4 %. Частка іспаномовних становила 7,9 % від усіх жителів.
За віковим діапазоном населення розподілялося таким чином: 24,0 % — особи молодші 18 років, 65,2 % — особи у віці 18—64 років, 10,8 % — особи у віці 65 років та старші. Медіана віку мешканця становила 37,5 року. На 100 осіб жіночої статі у переписній місцевості припадало 92,6 чоловіків;  на 100 жінок у віці від 18 років та старших — 88,4 чоловіків також старших 18 років.
Середній дохід на одне домашнє господарство  становив 119 606 доларів США (медіана — 100 849), а середній дохід на одну сім'ю — 138 176 доларів (медіана — 119 845). Медіана доходів становила 80 000 доларів для чоловіків та 64 442 долари для жінок. За межею бідності перебувало 7,0 % осіб, у тому числі 9,7 % дітей у віці до 18 років та 5,8 % осіб у віці 65 років та старших.
Цивільне працевлаштоване населення становило 56 720 осіб. Основні галузі зайнятості: освіта, охорона здоров'я та соціальна допомога — 25,5 %, науковці, спеціалісти, менеджери — 20,5 %, публічна адміністрація — 12,1 %, роздрібна торгівля — 7,8 %.